# Piotr Armengol

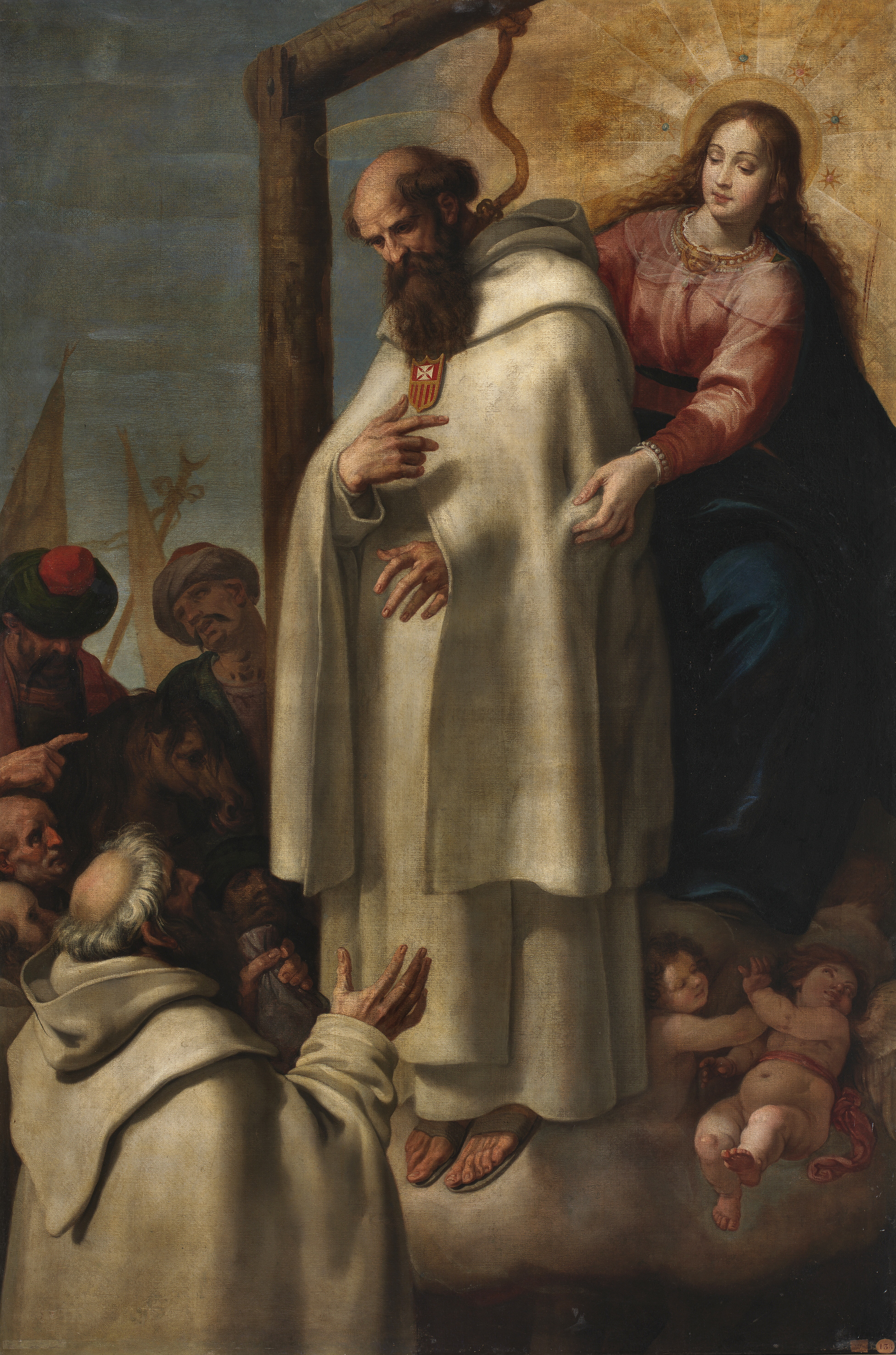
Vicente Carducho, „Męczeństwo Świętego Piotra Armengol”, Muzeum Prado.

Piotr Armengol (znany także jako Pietro Armengaudio, ur. 1238 w Guardia dels Prats, w Tarragonie, zm. 27 kwietnia 1304) – hiszpański duchowny i święty Kościoła katolickiego.

## Życiorys
Piotr Armengol pochodził z arystokratycznej rodziny Urgell. Pomimo starannego wychowania i wykształcenia należał do przestępczego gangu, zajmującego się porwaniami i napadami na podróżnych dla okupu; z czasem został szefem bandy. Po jednym z napadów, gdy okazało się, że walczył z własnym ojcem, wstąpił do klasztoru Najświętszej Maryi Panny Miłosierdzia dla Odkupienia Niewolników w Barcelonie, pragnąc naprawić zło, którego się dopuścił. Pracował w Grenadzie i Murcji; a następnie dwa miesiące w Bidżaji w Algierze. W tym czasie wykupił z niewoli muzułmańskiej 119 chrześcijan. Ostatecznie ofiarował siebie jako zakładnika w zamian za uwolnienie 18 chrześcijańskich chłopców trzymanych w niewoli; muzułmanie mieli otrzymać okup w wysokości 30 tysięcy dukatów. Przebywając w więzieniu Piotr Armengol nawracał i czynił cuda. Ponieważ okup nie został wypłacony na czas, oskarżono go o bluźnierstwo przeciwko Mahometowi i szpiegostwo. Został skazany na karę śmierci przez powieszenie. Pomimo pozostawienia go na szubienicy przez 6 dni, przeżył egzekucję. 
Resztę życia spędził w klasztorze Matki Bożej de los Prados. Zmarł 27 kwietnia 1304 na skutek odniesionych ran i uszkodzeń kręgosłupa.

## Kult
28 marca 1686 jego kult jako świętego został potwierdzony przez papieża Innocentego XI.
Jego szczątki spoczywały nienaruszone do 1936 roku w kościele św. Jakuba (St. Jaume) w Guardia dels Prats. Podczas hiszpańskiej wojny domowej komunistyczne bojówki spaliły je na placu przed kościołem. Po pokonaniu komunistów, zebrany przez mieszkańców popiół został umieszczony w relikwiarzu nad głównym ołtarzem.

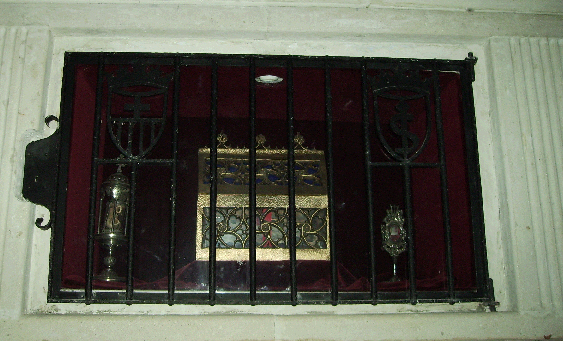
relikwiarz w kościele św. Jakuba